# Jon Huntsman

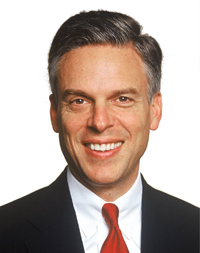
Jon Huntsman

Jon Meade Huntsman Jr. (Palo Alto, 26 de março de 1960) é um político e diplomata norte-americano. Foi embaixador dos Estados Unidos na Rússia de 2017 até sua renúncia em 2019. Antes tinha sido embaixador na República Popular da China e em Singapura. Foi o 16º governador do estado do Utah, ocupando o cargo de 2005 até renunciar a 11 de agosto de 2009, para ocupar o cargo de embaixador.

## Biografia
Nascido em Palo Alto, no estado da Califórnia, Jon Huntsman é filho de um empresário multimilionário e filantropo. Graduou-se na Universidade de Utah, onde se tornou, como o pai, membro da Sigma Chi Fraternity. Estudou também na Universidade da Pensilvânia.
Durante dois anos, Jon Huntsman serviu como missionário mórmon em Taiwan, onde aprendeu a falar chinês mandarim fluentemente. Jon Huntsman é mórmon, membro de A Igreja de Jesus Cristo dos Santos dos Últimos Dias. É filiado no Partido Republicano.